# Idrætsklubben Skovbakken (pallamano)
L'Idrætsklubben Skovbakken è una squadra di pallamano maschile danese, divisione della società polisportiva Idrætsklubben Skovbakken con sede a Aarhus e fondata nel 1927.

## Palmarès

### Titoli nazionali
- Campionato danese: 2
1961-62, 1981-82.